# Pentecóntera

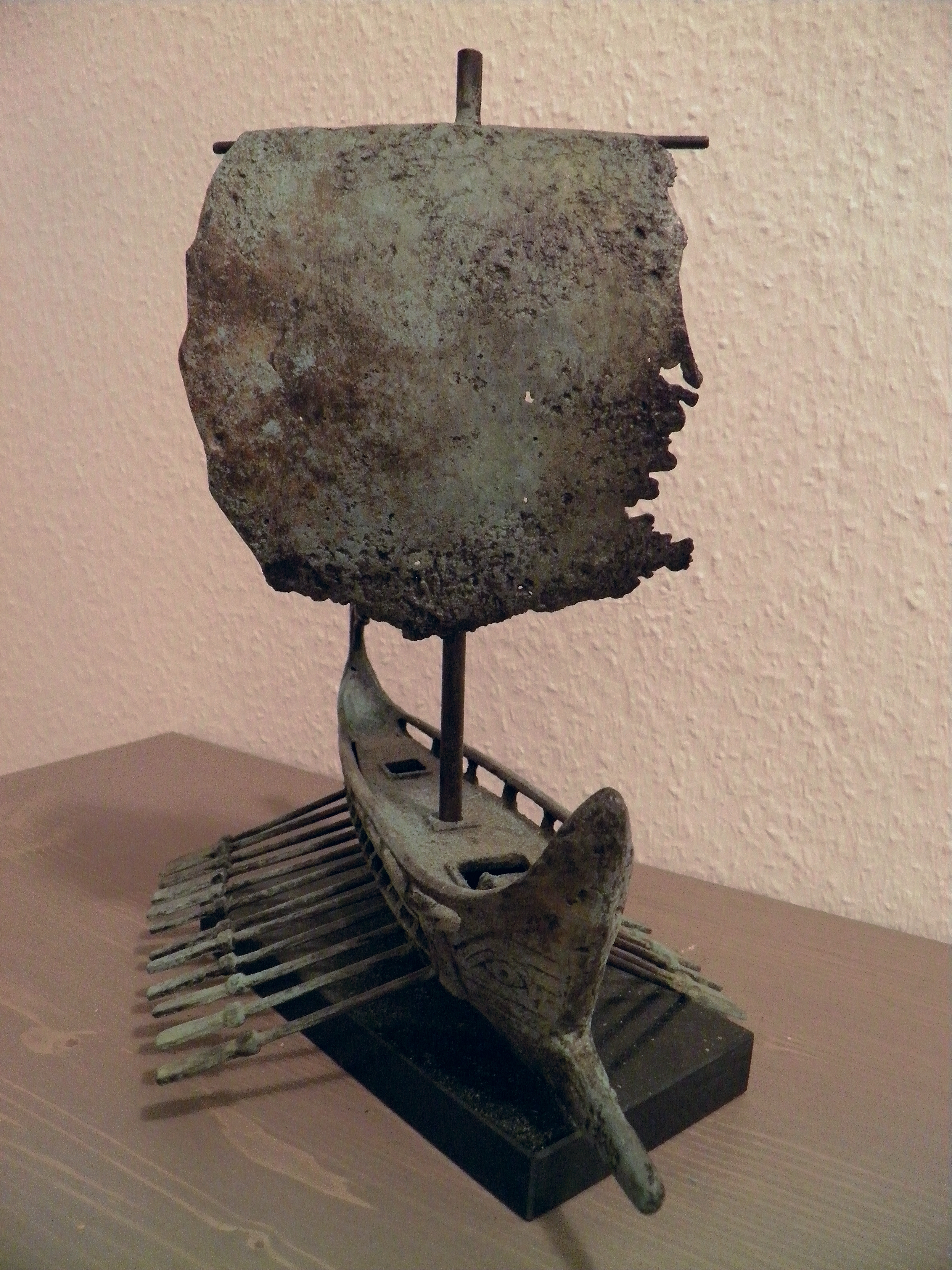
Pentecóntera de bronce (miniatura moderna).

Una pentecóntera o pentecóntero (griego antiguo πεντηκόντερος, πεντηκόντορος o πεντηκοντήρης) era un barco de guerra griego impulsado por 50 remeros (de ahí su nombre), además de un timonel y quizás otros marinos. También podía navegar a vela.
Tenía una eslora de 35 m de largo, y una manga de 5 m de ancho.
Es el tipo de barco usado, según el relato de Homero, en la Guerra de Troya (siglo XII a. C.). [cita requerida] Heródoto señala que fueron los focenses los primeros que hicieron largos viajes por mar, navegando no en «naves redondas» (barcos mercantes), sino en pentecónteras. Este tipo de navío fue abandonado en favor de la birreme y luego de la trirreme, que se impuso a partir del siglo VI a. C..